# うなぎのぼり (シングル)
『うなぎのぼり』は、ヤバイTシャツ屋さんのメジャー6枚目（通算9枚目）のシングル。2020年3月18日にユニバーサルシグマよりリリースされた。

## 解説
前作『スペインのひみつ』より約8か月ぶりのシングルである。ライブ映像作品『Tank-top of the DVD III』と同時発売となった。収録曲「泡 Our Music」は、クラシエホームプロダクツのヘアケアブランド「いち髪」インバスシリーズのテレビCM「玄関開けて、すぐシャンプー」篇に起用された。
初回限定盤には、ドラマー・もりもりもとの地元である静岡県浜松市でメンバーがオフを過ごす様子を収めたDVDが付属した。

## 収録曲
| 全作詞・作曲: こやまたくや。 |                                     |              |              |      |
| #                            | タイトル                            | 作詞         | 作曲・編曲   | 時間 |
| 1.                           | 「泡 Our Music」                    | こやまたくや | こやまたくや | 3:14 |
| 2.                           | 「創英角ポップ体」                  | こやまたくや | こやまたくや | 3:21 |
| 3.                           | 「はたちのうた」                    | こやまたくや | こやまたくや | 3:11 |
| 4.                           | 「喜志駅周辺なんもない (増税ver.)」 | こやまたくや | こやまたくや | 2:31 |
| 5.                           | 「泡 Our Music (岡崎体育 remix)」   | こやまたくや | こやまたくや | 2:54 |
| 合計時間:                    | 合計時間:                           | 15:11        |              |      |

## 楽曲について
1. 泡 Our Music
2. 創英角ポップ体
3. はたちのうた
4. 喜志駅周辺なんもない (増税ver.)
5. 泡 Our Music (岡崎体育 remix)